# Библиотека „Милован Видаковић“ (Сопот)
Библиотека "Милован Видаковић" је најстарија установа културе у  Градској општини Сопот.

## Историјат библиотеке
Давне 1911. године учитељ Димитрије Ђорђевић основао је са задатком да "умно усавршава и негује национална осећања својих чланова" и са циљем да обухвати шире подручје космајског краја са седиштем у Сопоту. Од 1990. године библиотека је у саставу Библиотеке града Београда. Године 1998. добија име по Миловану Видаковићу (Неменикуће, 1780 - Пешта, 1842), нашем првом романописцу, рођеном на овим просторима. Библиотека у својој мрежи има три огранка, „Љубивоје Гајић“ у Малом Пожаревцу, у Раљи и „Брана Аксентијевић“ у Рогачи.

## Библиотека данас
Библиотека располаже фондом од 50 000 библиотечких јединица и свих области : белетристике, научне литературе, завичајне и референсне (енциклопедије,лексикони, речници, атласи...)збирке, велики број занимљивих наслова за децу и омладину као и велики број часописа из области науке и културе.
Током године библиотеку посети око 19000 корисника. Библиотека годишње упише око 4000 чланова.
Поред своје основне делатности библиотека организује и програме за децу и одрасле, књижевног и ликовно-музичког садржаја, трибине, радионице и такмичења.

## Дани Милована Видаковића
Од 1995. године библиотека припрема и организује манифестацију "Дани Милована Видаковића" у сарадњи са Библиотеком града Београда, ГО Сопот и Црквеном општином Неменикуће. У оквиру манифестације одржавају се два уметничка програма : Под липама манастира Тресије на Ивањдан (7. јула) и Петровдан у порти неменикућке цркве на Петровдан (12. јула). Од 2009. године, додељује се награда Мома Димић за прозно дело које на уметнички релевантан начин остварује везе са другим културама.
Ова награда се додељује у знак сећања на нашег истакнутог путописца, есејисту и преводиоца Мому Димића. Награду додељују ГО Сопот и Библиотека града Београда сваке друге године.
Досадашњи добитници ове награде су : Михајло Пантић (2009/2010 "Приче на путу"), Владимир Пиштало (2011/2012 "Венеција"), Мирко Магарашевић (2013/2014 "Турска писма"), Сања Домазет (2015/2016 "Градови"), Горан Гоцић (2017/2018 "Последња станица Британија").

### Галерија
- Дани Милована Видаковића
- Дани Милована Видаковића
- Дани Милована Видаковића - Петровдан у порти неменикућке цркве 2018
- Додела награде „Милован Видаковић” Горану Гоцићу 2018
- Наступ Дивне Љубојевић и хора „Мелоди”, Петровдан у порти неменикућке цркве 2018
- Изложба радова ликовне колоније Тресије - Неменикуће 2018
- Изложба радова ликовне колоније Тресије - Неменикуће 2018